# Giliogiris
Giliogiris är en ort i Litauen. Den ligger i den västra delen av landet, 240 km nordväst om huvudstaden Vilnius. Giliogiris ligger 122 meter över havet och antalet invånare är 253.
Terrängen runt Giliogiris är platt. Runt Giliogiris är det ganska glesbefolkat, med 34 invånare per kvadratkilometer. Närmaste större samhälle är Rietavas, 5,5 km sydväst om Giliogiris. I omgivningarna runt Giliogiris växer i huvudsak blandskog.